# Даниела Хантухова
Да̀ниела Ха̀нтухова (на словашки: Daniela Hantuchová; /ˈdanɪjɛla ˈɦantuxɔvaː/; родена на 23 април 1983 в Попрад, Чехословакия е словашка професионална тенисистка.
Към момента[ неясно? ] тя работи с голям брой треньори от академията „Санчес-Кезъл“, най-вече с Анхел Хименес и по-рядко с Едуардо Николас. Неин наставник в Тур-а по програмата „Партньори за успех“ бе небезизвестната Мартина Навратилова, която е неин партньор на двойки през кратък период в началото на 2005.

## Личен живот
Първите резултати в кариерата на Хантухова вещаят благоприятно бъдеще. Въпреки това постиженията ѝ често са с колебливив характер, като последица от развода на родителите ѝ през 2003. Така, например, макар и поставена под номер девет в схемата на Уимбълдън през същата година тя губи мача си срещу 81-вата в света, след като не реализира точки за спечелване на мача. През този период тя губи и от теглото си, поради което злите езици я смятат за анорексичка.
Хантухова говори шест езика и е обучавана за класически пианист. Смятана е за перфекционист, който работи под прекалено много напрежение по време на тренировките. Приета е в словашки университет, но се отказва от образованието в името на тенис кариерата си. Голямото ѝ завръщане е през март 2007, когато печели турнира в Индиан Уелс за втори път в професионалната си кариера.

## Кариера

### Като цяло
Хантухова е спечелила 3 титли от WTA Тур през кариерата си, първата през 2002 в Индиан Уелс, където побеждава Мартина Хингис с 6 – 3, 6 – 4 във финала, и през 2007 на същия турнир, печелейки срещу Мартина Хингис в осминафиналите и Светлана Кузнецова на финала отново с 6 – 3, 6 – 4, като по този начин слага край на продължилия пет години недоимък за титли поединично.
Достигала е шест други финала през кариерата си, като един от тях е от първа и един от трета категория, а останалите са от групата на вторите по престиж. Интересно е да се отбележи, че всяка от загубите е срещу бъдеща /или бивша/ номер 1, с изключение на финала в Ийстбърн 2004 където така и не печели мача си срещу доскорошната номер 2 (за сезон 2007) Светлана Кузнецова.
Резултатите ѝ от турнирите от Големия шлем са не по-малко забележителни. Най-важни тук са трите ѝ четвъртфинала от Уимбълдън, Ю Ес Оупън през 2002 и Аустрелиън Оупън през 2003. През 2008 тя достига и полуфинал за първи път в кариерата си в Австралия, след като побеждава Мария Кириленко и Агнешка Радванска преди да загуби срещу Ана Иванович от Сърбия – в един от най-забележителните, важни и противоречиви мачове в кариерата си.

### Игрови стил
Играта на Хантухова е построена на основата на усета към играта. С лекота може да стане автор на мощни приземни удари, а в същото време притежава и изключителни форхенди и бекхенди ниско в очертанията на корта. Сервисът ѝ е труден за отговор, а ако първият не успее, то по-специално вторият е с ефективен отскачащ ефект. Любимият ѝ и най-ефективен начин за построяване на точката е плосък сервис по дължината на корта, последван от бекхенд удар по линията. Волетата ѝ са умело изпълнявани. Всички тези качества способстват тя да бъде известна като „комплексен играч“. Ахилесовата пета на Хантухова обаче от излизането ѝ от сцената на девойките насам е липсата на резки движения на корта. В последните години обаче този аспект на играта ѝ значително се подобрява.

## На двойки
Най-големите успехи в кариерата на Хантухова са в смесените двойки. Именно в тази дисциплина тя печели Уимбълдън през 2001 заедно с Леос Фридел, Аустрелиън Оупън през 2002 в тандем с Кевит Улиет, Ролан Гарос през 2005 с партньор Фабрис Санторо, както и Ю Ес Оупън с Манеш Бхупати. Финалист е на Уимбълдън през 2002 с Кевин Улиет, а през 2004 достига четвъртфиналите на Ролан Гарос с Тод Уудбридж. На Ю Ес Оупън от 2005 успява да събере титли от всеки турнир от Големия шлем на смесени двойки и така става едва петата жена в историята на тениса (след Харт, Корт, Кинг и Навратилова) с подобно постижение. В Пърт, Австралия, през 2005, дуото Хантухова и Хърбати вдига трофея и от Хопман Къп
Сред останалите постижения на Хантухова се вписват и още осем титли на двойки. Между 2005 и 2007 тя играе заедно с Ай Сугияма, като някои от ентусиазираните им фенове дори се обръщали към двойката като „Хантуяма“. Заедно те печелят 3 титли, а също така достигат и до финал на Ролан Гарос през 2006. „Хантуяма“ печели и още една титла – наградата на феновете за „Любима двойка тенисистки 2005“ на „Звезди за Звезди“ в Маями.
През ранните месеци на 2007 сътрудничеството между Сугияма и Хантухова приключва след турнира в Токио, макар двете да продължават да играят заедно и в Дубай и Доха, тъй като Хантухова (макар и нетърпелива да заиграе заедно с Мартина Хингис) иска да даде време на Сугияма да си намери нов партньор. Те играят само веднъж заедно (достигайки полуфиналите в Маями) поради последвалата контузия, която я изважда от корта чак до Уимбълдън. След това си партнира с Надя Петрова и Ана Иванович на по-големите турнири преди отново да се включи на летните турнири на твърди кортове в Северна Америка и да достигнат третия кръг на Ю Ес Оупън при първия си опит заедно на Голям шлем. В отсъствието на Хингис в Бали, тя играе заедно с Линдзи Дейвънпорт. До старта на сезон 2008 тя играе с Дейвънпорт, Иванович, Хингис, както и с Ай Сугияма специално за Индиан Уелс Мастърс 2008.

## Финали на турнирите от WTA Тур

### Титли на сингъл (3)
| До 2009                  | От 2009                |
| ------------------------ | ---------------------- |
| Голям шлем (0)           |                        |
| Шампионат на WTA Тур (0) |                        |
| I категория (2)          | Задължителни висши (0) |
| II категория (1)         | Висши 5 (0)            |
| III категория (0)        | Висши (0)              |
| IV и V категория (0)     | Международни (0)       |

| финал № | дата             | турнир                | място       | настилка | съперничка на финала | резултат     |
| 1.      | 16 март 2002     | Пасифик Лайф Оупън    | Индиън Уелс | твърда   | Мартина Хингис       | 6 – 3, 6 – 4 |
| 2.      | 17 март 2007     | Пасифик Лайф Оупън    | Индиън Уелс | твърда   | Светлана Кузнецова   | 6 – 3, 6 – 4 |
| 3.      | 28 октомври 2007 | Дженерали Лейдис Линц | Линц        | твърда   | Пати Шнидер          | 6 – 4, 6 – 2 |

### Загубени финали на сингъл (7)
| До 2009                  | От 2009                |
| ------------------------ | ---------------------- |
| Голям шлем (0)           |                        |
| Шампионат на WTA Тур (0) |                        |
| I категория (1)          | Задължителни висши (0) |
| II категория (4)         | Висши 5 (0)            |
| III категория (1)        | Висши (0)              |
| IV и V категория (0)     | Международни (1)       |

| финал № | дата              | турнир                      | място        | настилка | съперничка на финала   | резултат               |
| 1.      | 13 октомври 2002  | Порше Тенис Гран при        | Филдерщадт   | твърда   | Ким Клейстерс          | 6 – 4, 3 – 6, 4 – 6    |
| 2.      | 19 юни 2004       | АЕГОН Интернешънъл          | Ийстбърн     | трева    | Светлана Кузнецова     | 6 – 2, 6 – 7(2), 4 – 6 |
| 3.      | 14 август 2005    | Джей Пи Морган Чейс Оупън   | Лос Анджелис | твърда   | Ким Клейстерс          | 4 – 6, 1 – 6           |
| 4.      | 22 октомври 2006  | Цюрих Оупън                 | Цюрих        | твърда   | Мария Шарапова         | 1 – 6, 6 – 4, 3 – 6    |
| 5.      | 16 септември 2007 | Комънуелт Банк Тенис Класик | Бали         | твърда   | Линдзи Дейвънпорт      | 4 – 6, 6 – 3, 2 – 6    |
| 6.      | 30 септември 2007 | Фортис Чемпиъншипс          | Люксембург   | твърда   | Ана Иванович           | 6 – 3, 4 – 6, 4 – 6    |
| 7.      | 7 март 2010       | Монтерей Оупън              | Монтерей     | твърда   | Анастасия Павлюченкова | 6 – 1, 1 – 6, 0 – 6    |